# Volvo LV81
Volvo LV81 är en lastbil, tillverkad av den svenska biltillverkaren Volvo mellan 1935 och 1940.

## Historik
Volvo presenterade en ny medelstor lastbil 1935. Bilen fanns i två utföranden: den mindre LV80-serien, som hade sidventilsmotor och den kraftigare LV90-serien, med toppventilmotor. Till skillnad mot de äldre lastbilarna hade motor och hytt flyttats framåt, så att motorn monterades ovanför framaxeln och inte bakom som tidigare. På så sätt fördelades lasten bättre mellan fram- och bakaxel, med lägre axeltryck bak som följd.
I LV90-serien ersattes den äldre DC-motorn redan efter ett år av den större FC-motorn. Bägge varianterna fanns även i Hesselmanutförande.

## Motorer
| Modell  | Årsmodell | Motor                   | Cylindervolym | Effekt | Bränslesystem   |
| ------- | --------- | ----------------------- | ------------- | ------ | --------------- |
| LV81-86 | 1935-40   | EC: 6-cyl radmotor sv   | 3670 cm³      | 75 hk  | Enkel förgasare |
| LV93-95 | 1935      | DC: 6-cyl radmotor ohv  | 4097 cm³      | 75 hk  | Enkel förgasare |
| LV93-95 | 1935      | HA: 6-cyl radmotor ohv  | 4097 cm³      | 75 hk  | Hesselmanmotor  |
| LV93-95 | 1936-39   | FC: 6-cyl radmotor ohv  | 4394 cm³      | 90 hk  | Enkel förgasare |
| LV93-95 | 1936-39   | FCH: 6-cyl radmotor ohv | 4394 cm³      | 90 hk  | Hesselmanmotor  |